# Dola człowiecza
Dola człowiecza (fr. La Condition humaine) – powieść André Malraux wydana w 1933 roku. Opowiada o nieudanej odnowie komunizmu w Szanghaju w 1927 roku i dylematach egzystencjalnych zróżnicowanej grupy rewolucjonistów.

## Fabuła
Akcja powieści toczy się przez 22 dni, głównie w Szanghaju. Czwórka protagonistów to Ch’en Ta Erh, Kyoshi Gisors, sowiecki wysłannik Katow oraz baron De Clappique. Ich osobliwe sytuacje przeplatają się w różnych momentach książki.

## Bohaterowie
- Ch'en Ta Erh – zabójca
- Kyo Gisors – lider grupy rewolucjonistów
- Baron De Clappique – francuski kupiec, przemytnik i hazardzista
- Stary Gisors – ojciec Kya, mentor Kya i Ch’ena
- May Gisors – żona Kya, urodzona w Szanghaju
- Katow – Rosjanin, jeden z organizatorów powstania; zostaje spalony żywcem
- Hemmelrich – Belg
- Yu Hsuan – partner Hemmelricha
- Kama – japoński malarz, szwagier starego Gisorsa
- Suan – młody chiński terrorysta, który pomaga Ch’enowi; później zaaresztowany podczas tego samego ataku, w którym Ch'en ginie

## Nagrody i wyróżnienia
Książka zdobyła Nagrodę Goncourtów w 1933 roku. Na liście 100 książek XX wieku według „Le Monde” powieść zajęła 5. miejsce.